# R. H. 톰슨

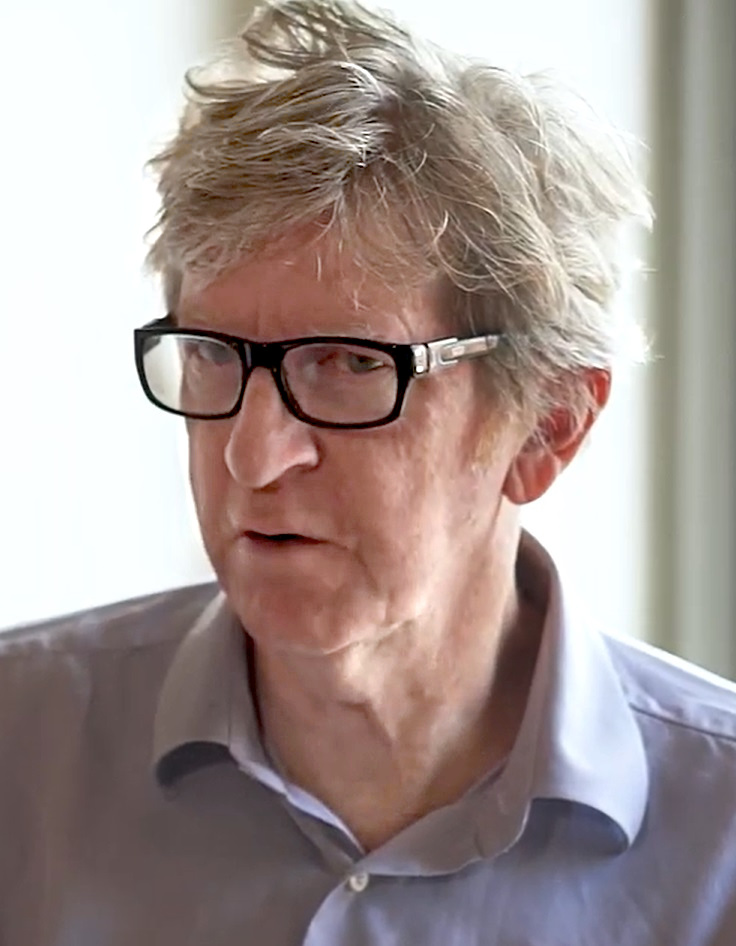
R. H. Thomson (2024)

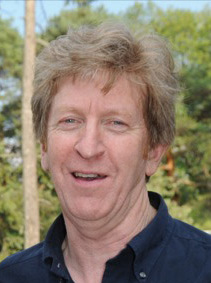
R. H. Thomson (2013)

R.H. 톰슨(R. H. Thomson, 1947년 9월 24일 ~ )은 캐나다의 배우이다.
리치먼드힐에서 태어났다.

## 출연 작품
- 페인티드 랜드: 인 서치 오브 더 그룹 오브 세븐 (2015년)
- 지저스 헨리 크리스트 (2011년) - 빌리 허먼 역
- 월리긱 (2011년)
- 클로이 (2009년) - 프랭크 역
- 누가 아들을 사랑해? (2006년)
- 풀-코트 미라클 (2003년)
- 벅스 (2003년)
- 로얄 스캔들 (2001년)
- 본회퍼 (2000년)
- 바넘 (1999년)
- 블러드 레인 (1998년)
- 얼음 요정의 나라 (1997년) - 아이작 솔티 박사 역
- 기 마댕 - 여명을 기다리며 (1997년)
- 마이 브레스트 (1994년)
- 로터스 이터스 (1993년)
- 마크 트웨인 앤드 미 (1991년)
- 청춘의 승부 (1985년)
- 나의 청춘 5천마일 (1983년)
- 이프 유 쿠드 씨 왓 아이 히어 (1982년)
- 아메리칸 크리스마스 캐롤 (1979년)
- 성난 남자 (1978년)

### 텔레비전
- Avonlea (1990-96)
- 빨간 머리 앤 (2017-19)